# Amata wimberley
Amata wimberley är en fjärilsart som beskrevs av Swinhoe 1889. Amata wimberley ingår i släktet Amata och familjen björnspinnare. Inga underarter finns listade i Catalogue of Life.